# Costantino Lips
Costantino Lips in greco bizantino: Κωνσταντίνος Λίψ (... – Fiume Aheloy, 20 agosto 917) è stato un funzionario e ammiraglio bizantino.
Aristocratico vissuto fra IX e X secolo, venne ucciso nel 917 durante la Battaglia di Anchialo contro il primo impero bulgaro. Egli è più noto per la fondazione del convento di Costantinopoli recante il suo nome.

## Biografia

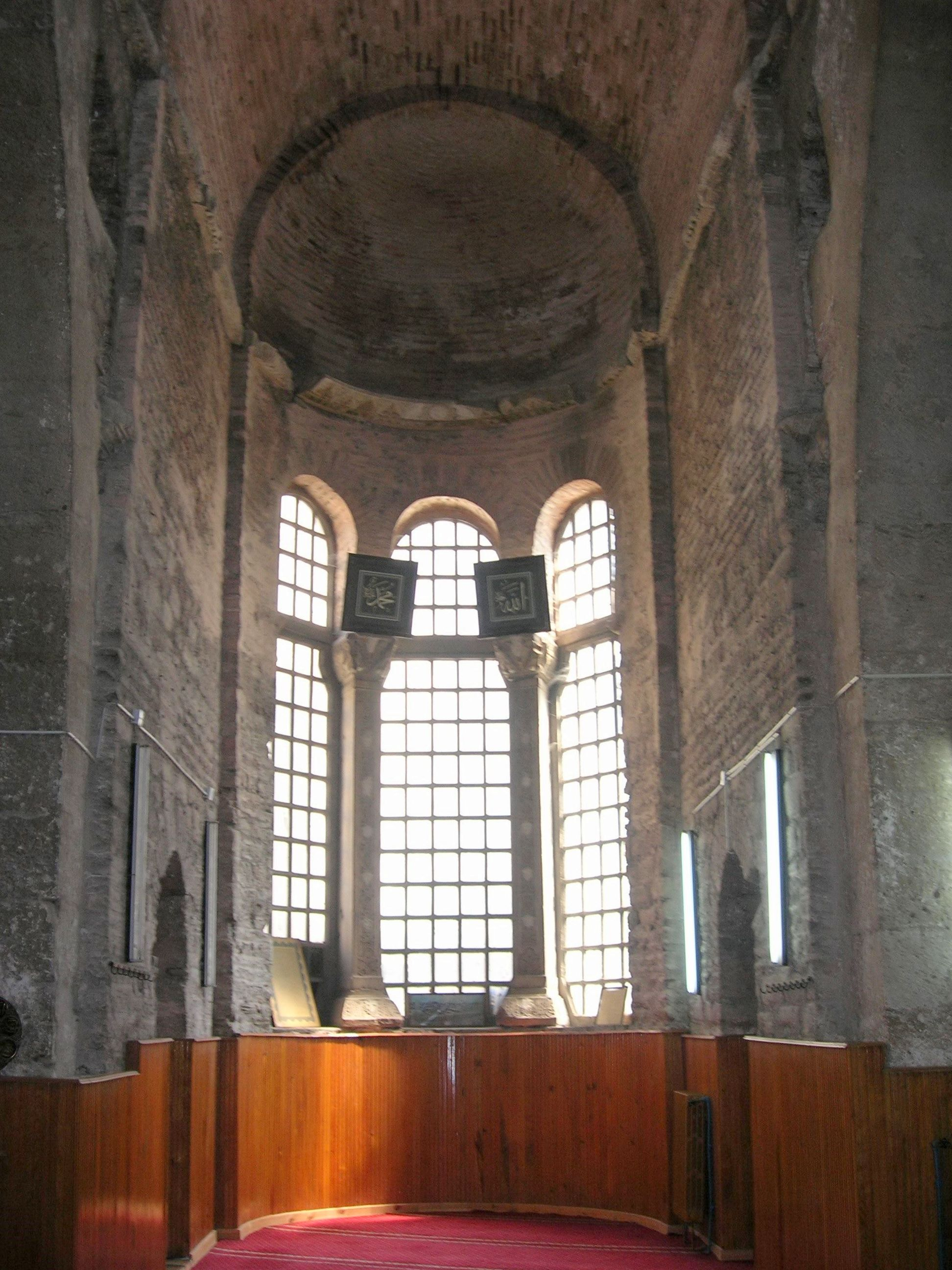
Interno della Chiesa dedicata alla Vergine Theotokos Panachrantos, fatta edificare da Lips a Costantinopoli

I fatti riguardanti la vita di Costantino sono confusi e soggetti a ipotesi. È noto che, al tempo dell'imperatore Leone VI il Saggio (r. 886-912), egli costruì un monastero nei pressi della Chiesa dei Santi Apostoli, che oggi viene identificato con la moschea di Fenari Isa grazie a un'iscrizione recante il suo nome commemorante la sua dedica alla Theotókos Panachrantos ("Immacolata Madre di Dio"). La data dell'inaugurazione del monastero è tradizionalmente collocata nel 907/908 Costantino Lips inoltre partecipò al fallito colpo di Stato dell'eminente generale Costantino Ducas contro Costantino VII Porfirogenito (r. 913-959) quand'egli era bambino, nel luglio del 913, dopo la morte del fratello e successore di Leone Alessandro (r. 912-913). Nella sua scia, alcuni nobili che erano coinvolti (o sospettati di esserlo) nel colpo di Stato vennero giustiziati, mentre altri fuggirono dalla città, tra cui Costantino Lips Il 20 agosto, 917, cadde nella Battaglia di Anchialo (l'odierno fiume Aheloy, sulle rive del Mar Nero), lottando contro le forze bulgare di Simeone I
Egli è anche identificato dagli studiosi moderni con altre due persone di nome Lips, le cui attività si ritiene che siano state erroneamente postdatate. Il primo è registrato dall'imperatore Costantino VII Porfirogenito come avente la carica di protospatario e la carica di corte di domestikos dell'hypourgia (assistente capo dell'epi tes trapezi), poi (probabilmente al momento del tentativo di colpo di Stato 913) fino a diventare un Patrikios e megas hetaireiarches Inoltre servi' in diverse occasioni come inviato imperiale presso Gregorio I, il sovrano del principato Armeno di Taron. Dalla prima ambasciata tornò con Ashot figlio di Gregorio, che venne ricevuto da Leo e nominato protospatario. Lips riaccompagnò Ashot a suo padre, e tornò con il fratello Gregorio (conosciuto solo con il suo nome arabo di Abu Ghanim), al quale fu anche dato il rango di protospatario.  Constantino accompagnò Abu Ghanim nel suo viaggio di ritorno. Quando quest'ultimo visitò Costantinopoli nuovamente alcuni anni più tardi, sposò la figlia di Costantino. In un'altra missione poco dopo, Lips convinse Gregorio stesso a visitare Costantinopoli, dove egli venne ricevuto e gli fu generosamente data la dignità suprema di magistros e il titolo di strategos di Taron. Dopo un soggiorno prolungato, venne scortato ai suoi domini da Lips. 
Più tardi la Patria Costantinopolitana si riferisce a un Lips, Patrikios e drungarios della flotta imperiale bizantina, che fondò un monastero ed un ricovero a Costantinopoli durante il regno dell'imperatore Costantino VII, ma è impossibile dire con certezza se questa sia la stessa persona
Costantino Lips ebbe un figlio, il Patrikios Bardas Lips, che venne coinvolto in una cospirazione contro l'imperatore Romano II (r. 959-963) nel 962. Egli è anche l'ultimo rappresentante conosciuto della famiglia Lips. 